# Сычи (Можайский район)
Сычи — деревня в Можайском районе Московской области, в составе городского поселения Уваровка. Численность постоянного населения по Всероссийской переписи 2010 года — 4 человека. До 2006 года деревня входила в состав Колоцкого сельского округа.
Деревня расположена в центральной части района>, примерно в 4 км к востоку от пгт Уваровка, высота центра над уровнем моря 254 м. Ближайшие населённые пункты — Акиньшино, Праслово и Ерышово.